# Non cadrà più la neve
Non cadrà più la neve (Śniegu już nigdy nie będzie) è un film del 2020 scritto, diretto e co-prodotto da Małgorzata Szumowska e Michał Englert.
È stato presentato in concorso alla 77ª Mostra internazionale d'arte cinematografica di Venezia e scelto per rappresentare la Polonia nella categoria per il miglior film internazionale ai Premi Oscar 2021.

## Trama
Żenia, un massaggiatore ucraino appena arrivato in Polonia, riesce a insinuarsi in un'enclave benestante profondamente infelice grazie alle proprie capacità superiori.

## Promozione
Il teaser trailer del film è stato pubblicato online il 24 agosto 2020, seguito dal primo trailer il 4 settembre seguente.

## Distribuzione
Il film è stato presentato in anteprima il 6 settembre 2020 in concorso alla 77ª Mostra internazionale d'arte cinematografica di Venezia. È stato distribuito nelle sale cinematografiche polacche da Kino Świat a partire dal 16 ottobre 2020 e in quelle tedesche da Real Fiction.
Verrà distribuito in Italia da I Wonder Pictures in contemporanea nelle sale cinematografiche e sulla piattaforma streaming IWonderfull a partire dal 9 novembre 2021.

## Riconoscimenti
- 2020 - Mostra internazionale d'arte cinematografica[1][8][9]
  - Menzione speciale sul tema dell'ambiente al premio Fondazione FAI Natura Ambiente
  - In competizione per il Leone d'oro al miglior film
  - In competizione per il Queer Lion

## Accoglienza
Su Rotten Tomatoes, il film detiene un indice di approvazione del 94% basato su 53 recensioni, con una valutazione media di 7,6/10. Su Metacritic, il film ha un punteggio medio ponderato di 73 su 100, basato su 7 critici, che indica "recensioni generalmente favorevoli".